# 위문개
위문개(魏文凱)는 고려의 문신이다. 본관은 수녕(遂寧)이며, 위원개(魏元凱)의 동생이다.
1271년(고려 원종 12년)에 국자박사(國子博士)로서 원나라 사신 지필가(只必哥)가 돌아갈 때 대장군 곽여필(郭汝弼)과 함께 서경에 가서 도망한 백성을 찾는 일을 맡았다.
1280년(충렬왕 6) 쌍성(雙城)에 가서 전란으로 유랑하는 민호(民戶)를 쇄환(刷還)하였다.
1283년에 정랑(正郞)으로서 낭장(郞將) 김위량(金位良)과 함께 개원로(開元路)로 파견되어 유민들을 추쇄(推刷)하였다. 이 공으로 1284년 충렬왕으로부터 말 두 필을 하사받았다.